# Lijst van schilderijen in het Rijksmuseum Amsterdam/Anonieme Deense schilders
Lijst van schilderijen in het Rijksmuseum Amsterdam met werken van anonieme schilders afkomstig uit Denemarken.
| Inventarisnummer | Toeschrijving        | Titel                                       | Datering  | Afbeelding |
| ---------------- | -------------------- | ------------------------------------------- | --------- | ---------- |
| SK-A-978         | Anoniem (Denemarken) | Portret van Charlotte Amalie van Denemarken | 1755-1765 |            |